# Даурер, Жоан
Жоан Даурер (каталанск. Joan Daurer, г.г. рождения и смерти неизвестны) — каталонский художник, живший и работавший в XIV столетии.

## Жизнь и творчество
Жоан Даурер известен в первую очередь своей религиозной живописью на балеарском острове Мальорка, где он находился с 1358 по 1374 год. В созданных им картинах ощущается творческое влияние учителя Ж.Даурера, барселонского живописца Рамона Десторренса. Свои работы Ж.Даурер выполнял в готическом стиле, на Мальорке их сохранилось значительное количество. Как правило это — алтарные картины. Часть их можно увидеть в различных церквях, монастырях и викариатах острова, остальные — в Музее Мальорки. Наиболее известным произведением кисти Ж.Даурера является его выполненный для соборной церкви города Инка, на досках образ Санта-Мария-де-Инка (1373).
Из других его работ следует отметить:
- Украшение капеллы Св. Михаила-Архангела (Sant Miquel Arcangel) в городке Муро (1374),
- Икону на доске Коронация Пресвятой Богородицы для церкви города Инка (хранящаяся ныне музее церковного диоцеза Пальма-де-Мальорка).
- Алтарную картину Страсти Христовы
- Картину для ратуши городка Санта-Мария-дель-Ками
- Алтарную картину Святая Мария-Магдалина для монастыря св. Магдалины.